# جند مهلو
جند مهلو (به انگلیسی: Jand Mehlo) یک منطقهٔ مسکونی در پاکستان است که در ناحیه راولپندی واقع شده‌است.